# Bolec Kocik
Bolec Kocik, né le 3 mai 1938 à Moyeuvre-Grande et mort le 25 mai 1993 à Lille, est un footballeur et entraîneur de football français d'origine polonaise. Il a effectué l'essentiel de sa carrière à l'US Valenciennes-Anzin pendant les années 1960.

## Biographie
Bolec Kocik fait ses débuts dans son club de quartier, l'US Froidcul.
Il est repéré puis recruté  en 1957 par l'US Valenciennes-Anzin à 19 ans, au terme de la saison qui verra son ex-équipe monter en Division d'Honneur. Bolec s'avère être un redoutable milieu de terrain défensif. Il signe son premier contrat professionnel en 1958 et restera à Valenciennes jusqu'en 1971, seulement éclipsée par une année à l'US Boulogne pendant la saison 1969-1970. Il participe avec Valenciennes aux grandes heures de gloire du club dans les années 1960 qui évolue en première division (terminant deux fois en 3e position au classement général). Il quitte Valenciennes en 1970 pour Boulogne pour une année seulement avant d'y revenir et y terminer sa carrière en 1971.
Après sa retraite de joueur, il devient pendant sept ans entraîneur-joueur de l'OC Avesnes, puis après un intermède d'une année à SA Quercitains, il retrouve Valenciennes pour une année permettant au club de terminer huitième de la première division. Il part entraîner l'AC Touquet entre 1980 et 1983 mais revient de nouveau entraîner Valenciennes deux saisons jusqu'en 1985. Ensuite, il entraîne l'Olympique Amandinois et l'AS Raismes et effectue une ultime pige à Valenciennes pour la saison 1988-1989 avant de terminer sa carrière à l'US Quiévrechain et l'AS Curgies jusqu'à sa mort tragique le 25 mai 1993 à l'âge de 55 ans.
Bolec fut très apprécié sur et hors du terrain ; en effet, il sut rester fidèle à Valenciennes, manquant rarement une rencontre au Stade Nungesser.

## Palmarès
- International  B.
- Finaliste de la Coupe Charles Drago en 1959 avec l'US Valenciennes Anzin
- Vice-Champion de France D2 en 1962 avec l'US Valenciennes Anzin